# ماري أراي
ماري أراي (باليابانية: 荒井万里絵؛ بالكانا: あらい まりえ) هي متزلجة فنية يابانية، ولدت في 1981 في سنداي في اليابان.

## وصلات خارجية
- ماري أراي على موقع أوليمبيديا (الإنجليزية)